# OS X Mavericks
OS X Mavericks (versión 10.9) es la décima versión principal de OS X para ordenadores, portátiles y servidores Mac. OS X Mavericks se anunció el 10 de junio de 2013 en la WWDC 2013, y se podía descargar desde el Mac App Store. Esta versión de OS X marcó el comienzo de un cambio en el esquema de nombres de OS X, dejando la utilización de los grandes felinos y pasando a nombres basados en lugares en California. Así que esta versión del sistema operativo se ha llamado Mavericks, una localidad de California donde el surf es muy popular, lo que hace que el logotipo sea una ola del mar.

## Características
OS X Mavericks ya está disponible para todos los usuarios de MAC y es gratis desde Snow Leopard en adelante. La actualización trae las siguientes mejoras:
- Finder incluye pestañas y la búsqueda de archivos por tags, palabras que se asignan a un archivo para que posteriormente pueda ser encontrado de forma fácil.
- Ahora la conexión remota entre un Mac y un escritorio virtual incorpora la función de usar aplicaciones entre los dos, pudiendo arrastrar varias ventanas entre ellos e incluso ampliándolas a pantalla completa, además de poder mostrarlas por medio de Apple TV en un televisor HD gracias a AirPlay.
- Safari quiere facilitar el acceso a redes sociales incluyendo una barra lateral donde se recogen los enlaces que comparten nuestros amigos en las redes sociales, como Twitter, y las páginas webs que hemos guardado como Favoritos.
- Calendario se sincroniza con nuestro perfil de Facebook y muestra directamente los eventos programados y también incluye algunas mejoras en la manera de presentar los eventos y todos los datos sobre éste.
- Mapas incorpora la vista en 3D de edificios y ciudades con Flyover y, entre otras nuevas funciones, el envío de trayectos o rutas con sus indicaciones a un dispositivo iOS.
- El centro de notificaciones da la posibilidad de contestar a mensajes o iniciar una conversación por FaceTime sin tener que abandonar la aplicación que usamos en ese momento, y si estamos ausentes durante unas horas, nos recopila todas las notificaciones recibidas para que podamos verlas luego desde la pantalla de bloqueo.